# Paul Litjens
Paulus Tarcisius Maria Litjens (Loon op Zand, 9 november 1947 – 13 december 2023) was een Nederlands hockeyer. In totaal kwam hij 177 maal voor de Nederlandse ploeg uit. Daarin scoorde hij 268 goals, het hoogste aantal in het internationale hockey sinds de Tweede Wereldoorlog. Litjens werd in 1973 wereldkampioen en nam tweemaal deel aan de Olympische Spelen; in 1976 was hij de topscorer van dat toernooi. 
Hij maakte zijn debuut op het hockeyveld als twaalfjarige bij MHC Uden. Later speelde hij voor ZHC de Kraaien en SV Kampong. Van de laatste club bleef hij na het beëindigen van zijn spelerscarrière lid. Aanvankelijk stond hij in de schaduw van Ties Kruize, maar in de Nederlandse Hoofdklasse werd Litjens 7 maal achtereen topscorer van de hoogste competitie. Zo ontwikkelde hij zich tot een internationaal topspeler. 
Litjens maakte in 1972 deel uit van het Nederlands elftal tijdens de Olympische Spelen in München. Nederland eindigde op de vierde plaats, maar hij maakte de slotfase van het toernooi niet mee. Nadat de Spelen het toneel werden van een gijzelingsdrama verliet hij, samen met Flip van Lidth de Jeude, München voortijdig. 
Met de nationale ploeg werd hij in 1973 wereldkampioen. Oranje won de wereldtitel door in de finale in het Wagener-stadion India na strafballen te verslaan. Litjens benutte zelf de eerste strafbal.
Tijdens de Olympische Zomerspelen 1976 in Montreal was hij topscorer met elf doelpunten. Het verlies in de halve finale tegen Nieuw-Zeeland beschouwde hij als het dieptepunt in zijn carrière. In 1981 won hij met Oranje de Champions Trophy in Karachi.
Litjens' specialiteit was de strafcorner. Hij scoorde in 24 interlands een hattrick en één keer zelfs acht goals. Hij beëindigde zijn spelerscarrière toen hij vijfendertig was. Na zijn carrière was hij coach en bestuurslid van Kampong, dat hem in 2000 tot erelid benoemde.
Litjens overleed in december 2023 op 76-jarige leeftijd.
André Bolhuis · 
Jan Willem Buij · 
Marinus Dijkerman · 
Thijs Kaanders · 
Coen Kranenberg · 
Ties Kruize · 
Wouter Leefers · 
Flip van Lidth de Jeude · 
Paul Litjens · 
Irving van Nes · 
Maarten Sikking · 
Frans Spits · 
Nico Spits · 
Bart Taminiau · 
Kik Thole · 
Piet Weemers · 
Jeroen Zweerts ·
Coach: Ab van Grimbergen
Jan Albers · 
André Bolhuis · 
Theodoor Doyer · 
Geert van Eijk · 
Imbert Jebbink · 
Hans Jorritsma · 
Wouter Kan · 
Coen Kranenberg · 
Hans Kruize · 
Wouter Leefers · 
Paul Litjens · 
Maarten Sikking · 
Ron Steens · 
Tim Steens · 
Bart Taminiau · 
Rob Toft ·
Coach: Wim van Heumen